# التجمع للديمقراطية والتقدم (مالي)
التجمع للديمقراطية والتقدم (بالفرنسية: Rassemblement pour la Démocratie et le Prògres) هو حزب سياسي في مالي.

## التاريخ
تأسس الحزب في أكتوبر 1990 من قبل الماليين المغتربين الذين يعيشون في الغابون،  وتم تسجيله رسميًا في 19 أبريل 1991.  في أول انتخابات متعددة الأحزاب في البلاد منذ الاستقلال في عام 1992 فاز بأربعة مقاعد في الجمعية الوطنية. في الانتخابات الرئاسية في وقت لاحق من العام رشح الحزب ألمامي سيلا. احتل سيلا المركز الرابع بنسبة 9.4٪ من الأصوات.
كان سيلا مرشح الحزب للرئاسة مرة أخرى في انتخابات عام 1997، لكنه حصل على 1٪ فقط من الأصوات. ثم قاطع الحزب انتخابات يوليو 1997 البرلمانية بعد إلغاء انتخابات أبريل  التي حصل فيها على 2٪ من الأصوات. وأدت المقاطعة إلى حدوث انقسام في الحزب، مع انشقاق المعتدلين لتشكيل التجمع الوطني بلديمقراطية، الذي خاض الانتخابات، وفاز بمقعد واحد.
خاض الحزب انتخابات 2013 البرلمانية،  لكنه فشل في الفوز بمقعد.